# Jean-Henri Ravina

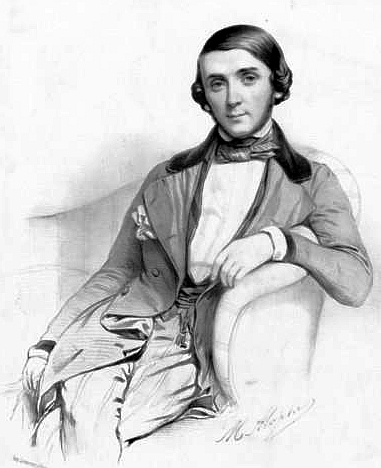
Jean-Henri Ravina.

Jean-Henri Ravina, född den 20 maj 1818 i Bordeaux, död den 30 september 1906 i Paris, var en fransk pianist. 
Ravina var elev av Laurent och Zimmermann vid konservatoriet i Paris, där han 1834 erövrade första priset. Han blev redan vid sjutton års ålder anställd som biträdande lärare där. Ravina studerade komposition för Reicha och Leborne, varpå han lämnade sin lärarebefattning och gav sig ut på vidsträckta konsertresor. Hans namn är jämväl bekant genom ett stort antal, på sin tid med förtjusning spelade salongskompositioner för piano. Ravina skrev även etyder, en pianokonsert och bearbetningar för fyrhändigt piano av Beethovens samtliga variationer med mera.